# Пелефон
Пе́лефон (ивр. פלאפון‎) — израильская телекоммуникационная компания, основанная в 1986 году. Первый оператор сотовой связи в Израиле. Первые пять лет была единственной на рынке сотовой связи. Совместное предприятие Безека и Моторолы.
Слово «Пелефон» образовано контаминацией слова телефон и ивритского פֶּלֶא (пе́ле) — чудо.
Слово пелефон стало нарицательным и общепринятым в Израиле названием телефона мобильной сотовой связи (подобно русским словам «мобильник» или «сотовый»).